# アッカド (地域)
アッカドとは、北部メソポタミアの一地域の歴史的な名称。ディヤラ川とチグリス川の合流点近くにあったと考えられている都市、アッカドの周辺を指す。アッカド帝国の登場後、ニップルとシッパルの間の地域を意味するようになった。紀元前1千年紀には、バビロニアの北半分だけでなくシュメールをも含む名称として用いられた。名前の意味は知られていない。

## 参照
1. ↑  Foster, Benjamin R. (2013), “Akkad (Agade)”, in Bagnall, Roger S., The Encyclopedia of Ancient History, Chicago: Blackwell, pp. 266–267, doi:10.1002/9781444338386.wbeah01005